# Vigorèxia
La vigorèxia, complex d'Adonis, addicció a la musculatura o dismòrfia muscular és un trastorn mental caracteritzat per una obsessió per tenir un cos musculós, que després afegeix una percepció alterada de la figura corporal, de manera que la persona que el pateix mai no es veu prou musculosa sinó prima. Aquesta deformació de la percepció pròpia també es dona a l'anorèxia, a la qual l'afectat el que busca és estar prim. De vegades, la vigorèxia pot estar acompanyada d'ortorèxia (obsessió excessiva per menjar un cert tipus d'aliments, que l'afectat jutja "sans" o "correctes") i malnutrició.
El terme vigorèxia va ser encunyat l'any 1993 pel psiquiatre Harrison Pope. La vigorèxia a Espanya encara no s'ha etiquetat com a malaltia, es considera un trastorn mental no estrictament alimentari relacionat amb l'addicció a la musculatura.
Podria dir-se que qui pateix de vigorèxia és una persona insatisfeta amb el seu propi cos que es veu massa prima i busca amb l'exercici adquirir el volum desitjat. A més de la pràctica desmesurada d'exercici físic, aquesta alteració dona lloc a una sèrie de reaccions que es donen a l'organisme en què estan involucrades hormones i neurotransmissors, reaccions que provoquen un procés de dependència a aquest exercici físic.

## Descripció
Les persones que pateixen vigorèxia tenen una gran obsessió per veure's musculoses però mai no estan satisfetes. Aquest sobredimensionat culte al cos es manifesta per una pràctica excessiva de l'esport provocada per una obsessiva preocupació per l'aspecte físic, i té com a meta principal l'obtenció d'una major massa muscular. Així, a més de l'exercici físic, també modifiquen la seva alimentació, supeditant-la a la consecució dels seus objectius. Tot això els porta a suprimir els greixos de l'alimentació i a consumir proteïnes i hidrats de carboni amb excés, amb conseqüències negatives per a la salut. Els malalts corren el risc de récorrer al dopatge per a muscular i disminuir la fatiga. Els productes dopants més utilitzats són els esteroides anabolitzants, derivats sintètics de la testosterona (hormona sexual masculina). Aquestes substàncies poden provocar problemes d'impotència, creixement desproporcionat de les glàndules mamàries, acne, caiguda del cabell, depressió, eufòria, irritabilitat i, en els casos més extrems, problemes de cor i de fetge. Alguns dels que pateixen vigorèxia estan convençuts que porten una vida sana, per la qual cosa no consulten el metge si no és que tenen alguna lesió persistent per excés. La vigorèxia pot estar associada a una depressió, irritabilitat i ansietat.
Sol manifestar-se mitjançant tres característiques: dependència, tolerància i supressió. La dependència és la sensació que l'exercici és necessari per sentir-se bé i, molt sovint, fa que s'eludeixin molts compromisos que també haurien de ser valorats a fi de satisfer aquesta necessitat, com la feina, la família o els amics. La tolerància indica que cada vegada cal més exercici per assolir la mateixa sensació: sentir-se bé. La supressió és la sensació de cansament o debilitat 24 o 36 hores després de faltar a alguna sessió programada d'exercici.

## Causes
Els factors que predisposen a l'addicció a la musculatura són encara difusos, encara que s'observen algunes semblances amb els pacients anorèctics, perquè també hi ha una distorsió de la imatge corporal. L'activitat física, quan és moderada, constitueix un important factor compensatori i és reconeguda com un excel·lent mètode per millorar la salut i la forma física, mantenir la capacitat d'adaptació als esforços i endarrerir l'envelliment. Així, diferents organismes la prediquen com el remei per solucionar els problemes. Els afectats de vigorèxia però, que solen tenir problemes de seguretat, una autoestima precària, poca maduresa i problemes d'integració, no poden parar de fer-ne i se n'obsessionen d'una manera que afecta la seva salut mental i física, que avorta projectes personals i que minva la seva qualitat de vida.
El perfil dels potencials afectats identificats per la Conselleria de Sanitat de la Xunta de Galícia el 2010 és el d'un home jove, d'entre 15 i 35 anys, amb trets en la seva personalitat que inclouen introversió, inseguretat i baixa autoestima. A la Unió Europea entre el 5% i el 6% dels clients de centres esportius tenen risc de patir aquest trastorn. Algunes investigacions revelen que la vigorèxia es dona amb més freqüència en els esports de caràcter individual, com el fúting, malgrat que altres esports aeròbics com el ciclisme, l'aeròbic o la natació també poden originar-la.

## Tractament
En la major part dels casos, l'excés d'exercici és símptoma d'algun problema subjacent, des de causes individuals com depressió, ansietat o trastorns obsessius-compulsius a causes socioculturals, com els estereotips estètics. El tractament passa per una teràpia psicològica i si cal la reeducació dels hàbits alimentaris.

## Incidència
Es calcula que a Espanya el 2010 pot haver uns 700.000 afectats de vigorèxia.

## Altres dades
- Nombrosos problemes orgànics i lesions poden aparèixer quan la pràctica esportiva és excessiva.
- Les desproporcions entre les parts corporals són molt freqüents, per exemple, un cos molt voluminós que fa al capdavant.
- La sobrecàrrega de pes al gimnàs repercuteix negativament en els ossos, tendons, músculs i les articulacions, sobretot dels membres inferiors, amb esquinços.
- L'alimentació és un altre problema molt freqüent i important, ja que consumeixen moltes proteïnes i hidrats de carboni i poca quantitat de greix en un intent d'afavorir l'augment de la massa muscular, ocasionant molts trastorns metabòlics.
- L'ús d'anabòlics és també una altra conseqüència que s'associa a la vigorèxia, en un intent de millorar el rendiment físic i incrementar el volum dels músculs. Amb l'ús d'aquestes substàncies pot causar molts trastorns en l'organisme com masculinització i irregularitats del cicle menstrual en les dones, acne, problemes cardíacs, atròfia testicular, disminució de la formació d'espermatozoides i retenció de líquids, entre d'altres. És important tenir en compte que aquestes drogues no augmenten la força muscular, l'agilitat ni la resistència.